# Un don
Un don est le neuvième roman de Toni Morrison, prix Nobel de littérature, paru en 2008 sous le titre original A Mercy, et traduit en français en 2009. Ayant l'esclavage comme thème principal, il décrit la cohabitation exempte de racisme d'un microcosme de pauvres colons et de leurs esclaves.

## Présentation
Le roman aborde le thème de l'esclavage naissant et de la servitude dans l'Amérique du XVIIe siècle, au travers de la peinture d'un microcosme multicolore, celui d'une petite ferme du Maryland, tenue par Jacob Vaark, un fermier et négociant anglo-néerlandais marié à une anglaise, Rebekka, « plus ou moins cédée par ses parents ». Centré sur trois femmes, il accorde une large part aux relations entre Florens, une enfant noire acquise par le fermier en contrepartie d'une remise de dette, dans l'espoir de compenser les souffrances de Rebekka ayant perdu tous ses enfants, et Rebekka elle-même. Le troisième personnage central est Lina, l'esclave indienne à qui a été confiée la garde de Florens, et qui témoigne  du sort réservé aux indigènes, elle qui, rescapée d'un massacre, est recueillie puis abandonnée « sans même un murmure d'adieu » par une communauté de presbytériens.  
Le roman, polyphonique, commence par une intervention de Florens, qui par la suite est toujours traitée à la première personne du singulier, tandis que les autres personnages le sont à la troisième personne.  
La cohabitation relativement heureuse, malgré un lourd passif de souffrances de chacun des personnages du roman, bascule lorsque Jacob Vaark décide d'afficher sa nouvelle puissance avec la construction d'une immense maison et d’investir dans des plantations, se considérant, du fait de leur distance, moins esclavagiste que d'autres (« Il caressait maintenant l’idée d’une entreprise encore plus satisfaisante. Et le plan était aussi doux que le sucre sur lequel elle se fondait. Et il y avait bien une profonde différence entre la proximité intime des corps des esclaves à Jublio et une main d’œuvre lointaine à La Barbade. Pas vrai ? Vrai, se disait-il »). Sa mort de la variole vient interrompre ses plans, mais le mal est fait, et rompt le rêve d’une société unie : « Ils avaient jadis pensé qu’ils formaient une sorte de famille parce qu’ils avaient créé ensemble un compagnonnage à partir de l’isolement. Mais la famille qu’ils imaginaient être devenus était fausse. Quel que fût ce que chacun aimait, recherchait ou voulait fuir, leurs avenirs étaient séparés et imprévisibles. Une seule chose était certaine, le courage seul ne suffirait pas. Sans les liens du sang, il ne voyait rien à l’horizon pour les unir »

## Analyse
Une idée centrale défendue par Toni Morrison à propos de ce roman, qui décrit la cohabitation sans racisme dans un environnement quasi-familial de pauvres colons blancs et d'esclaves noires et indiennes, est celle de la naissance progressive de la ségrégation raciale, démarrant avec la révolte de Bacon,.
Le roman, situé historiquement 200 ans avant Beloved, en partage l'un des thèmes, celui du sacrifice d'une mère (ici celle de Florens) pour tenter de donner un avenir meilleur à son enfant.

## Réception
Le roman est accueilli très favorablement par Michiko Kakutani, du New York Times, qui y voit « le récit déchirant de la perte d'une innocence et de rêves brisés, […] dès à présent à ranger, au côté de Beloved, parmi les écrits les plus obsédants de Toni Morrison à ce jour. », et par John Updike du New Yorker.